# 多媒体超级走廊
多媒体超级走廊（英語：或简称 MSC）是马来西亚一个高科技经济特区。

## 历史

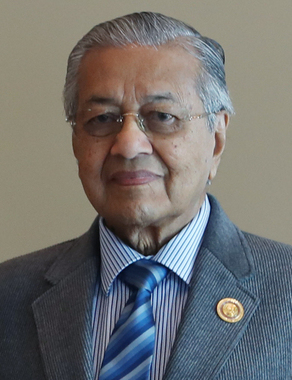
马哈迪·莫哈末于1995年8月宣布多媒体超级走廊被构思为国家咨询工艺策略的核心部分，从而带领马来西亚大步迈入资讯时代

多媒体超级走廊计划（MSC）于1996年2月12日由时任马来西亚首相马哈迪·莫哈末正式开幕。当时该计划旨在于加快实现马来西亚「2020年宏愿」计划，同时于2020年将马来西亚从发展中国家转为先进国家，并采用知识型社会的框架。为了向国际推广该计划，马哈迪于1997年1月到访美国和日本展开为期10天的工作访问。

## 目的
多媒体超级走廊旗舰程序促进马来西亚宏愿计划，并为多媒体技术的创新生产者和用户创建一个多媒体乌托邦枢纽中心，其中包括本地与跨国公司的联盟和各政府机构、部门以及部委合作，以巩固马来西亚社会在千禧年信息时代后的经济发展。时任马来西亚首相马哈迪·莫哈末当时所表达的多媒体超级走廊愿景与使命如下所示：
（原文）MSC is paramount to leapfrog (Malaysia) into the 21st century and to achieve Malaysia’s Vision 2020, the MSC was created to endeavour the best environment to harness the full potential of the multimedia without any artificial limits. MSC is a global testbed, where the limits of the possible can be explored, and new ways of living, working, and playing in the new area of the Information Age.
（中文版）为了实现2020年宏愿，多媒体超级走廊对马来西亚跨入二十一世纪刻不容缓。多媒体超级走廊致力于提供最佳的平台，充分地发挥多媒体领域无限的潜力。多媒体超级走廊亦是一个全球性的测试台，以从固有的发展框架跳脱探索，进而在标新立异的信息时代中为生活、工作和娱乐各方面带来创新。
多媒体超级走廊位于雪邦，距首都吉隆坡市中心南下约30公里，其覆盖面积有15（9.3英里）宽、50（31英里）长，总面积为750平方（290平方英里）。马来西亚两座主要智慧型城市赛城（Cyberjaya）和布城（Putrajaya）亦坐落于多媒体超级走廊涵盖的范围内。2006年12月7日，巴生港加入该计划，同时为了管理并监督多媒体超级走廊的发展，也成立了马来西亚数码经济机构（MDEC）。

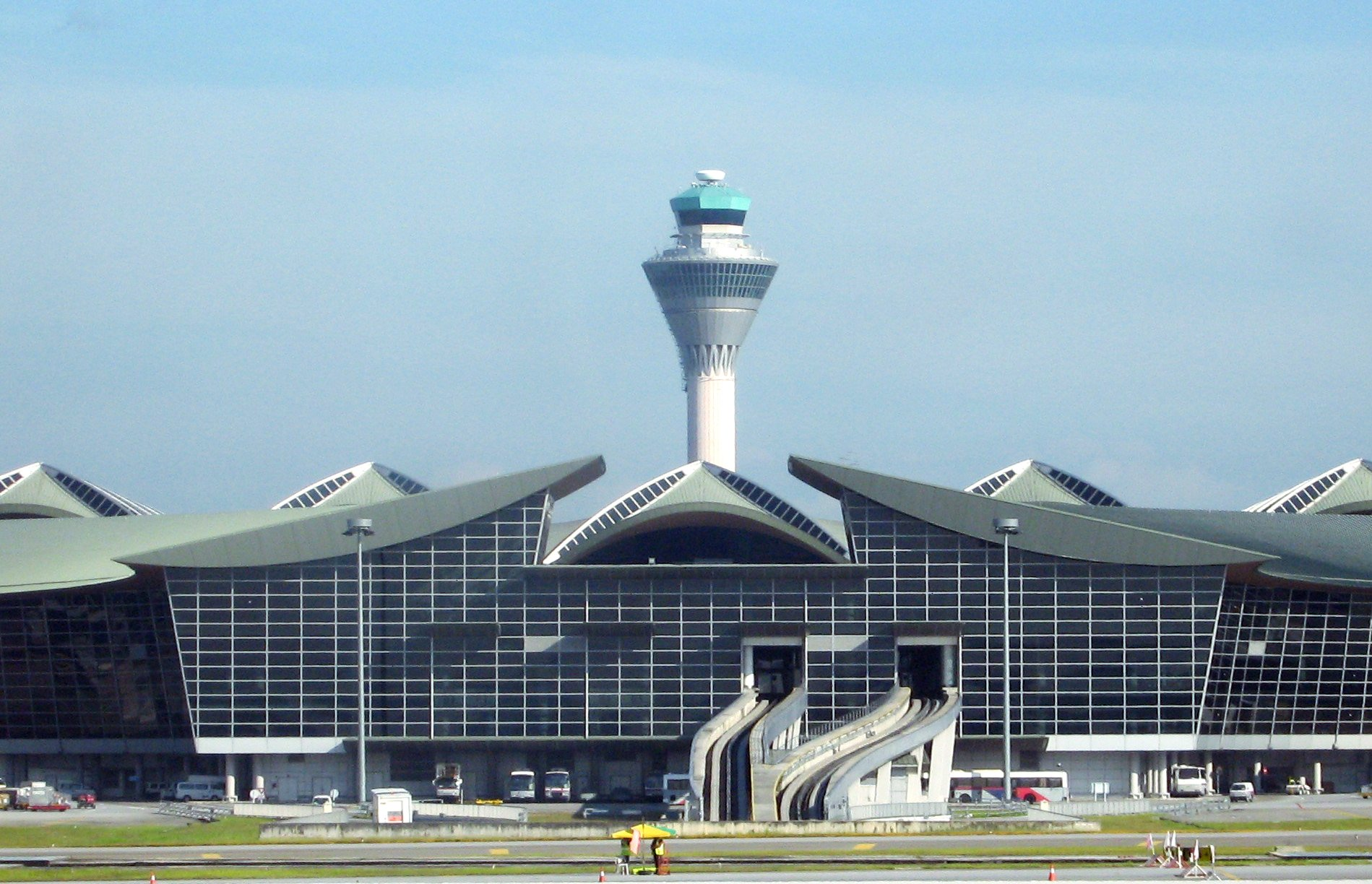
南边吉隆坡国际机场
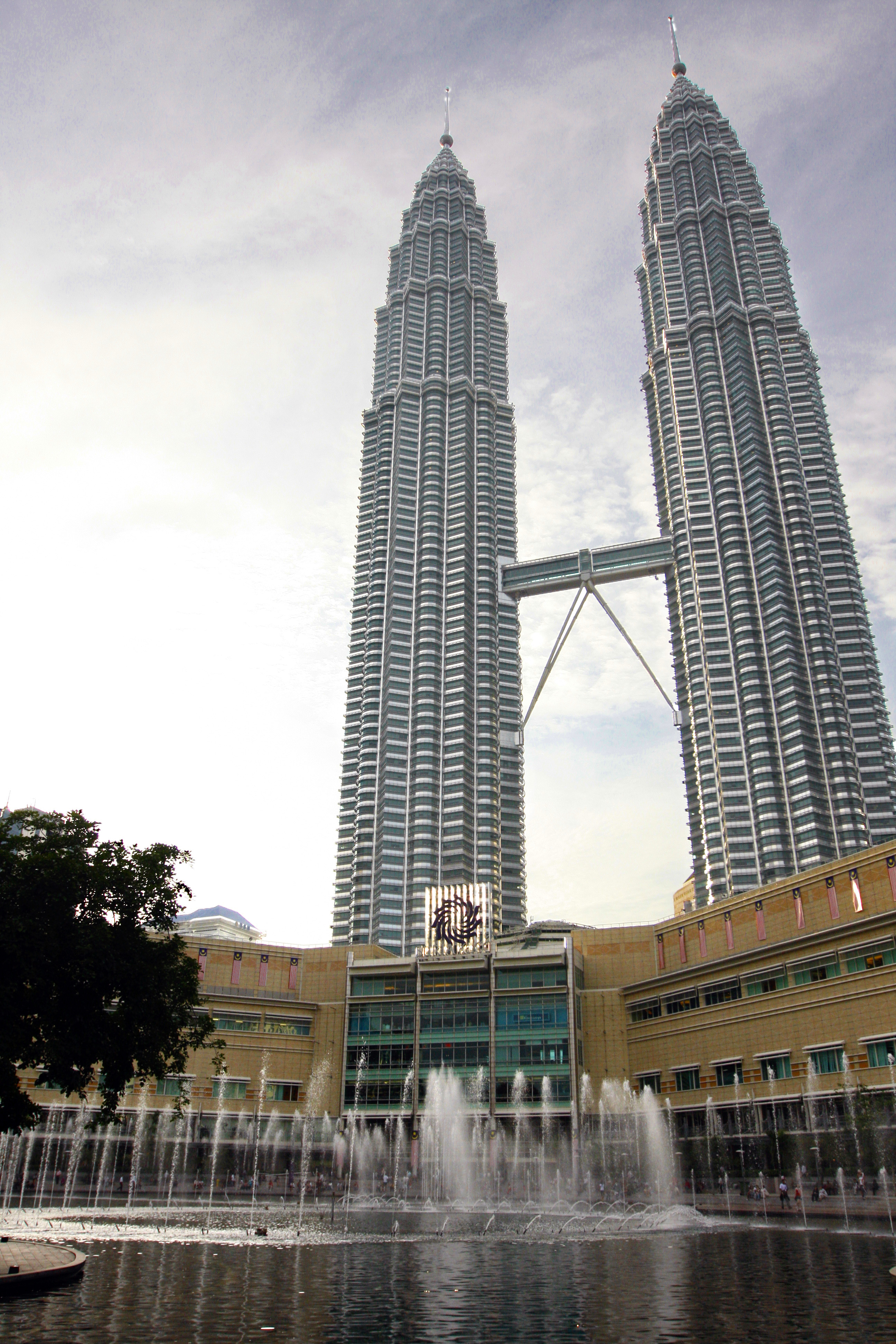
北边吉隆坡双峰塔
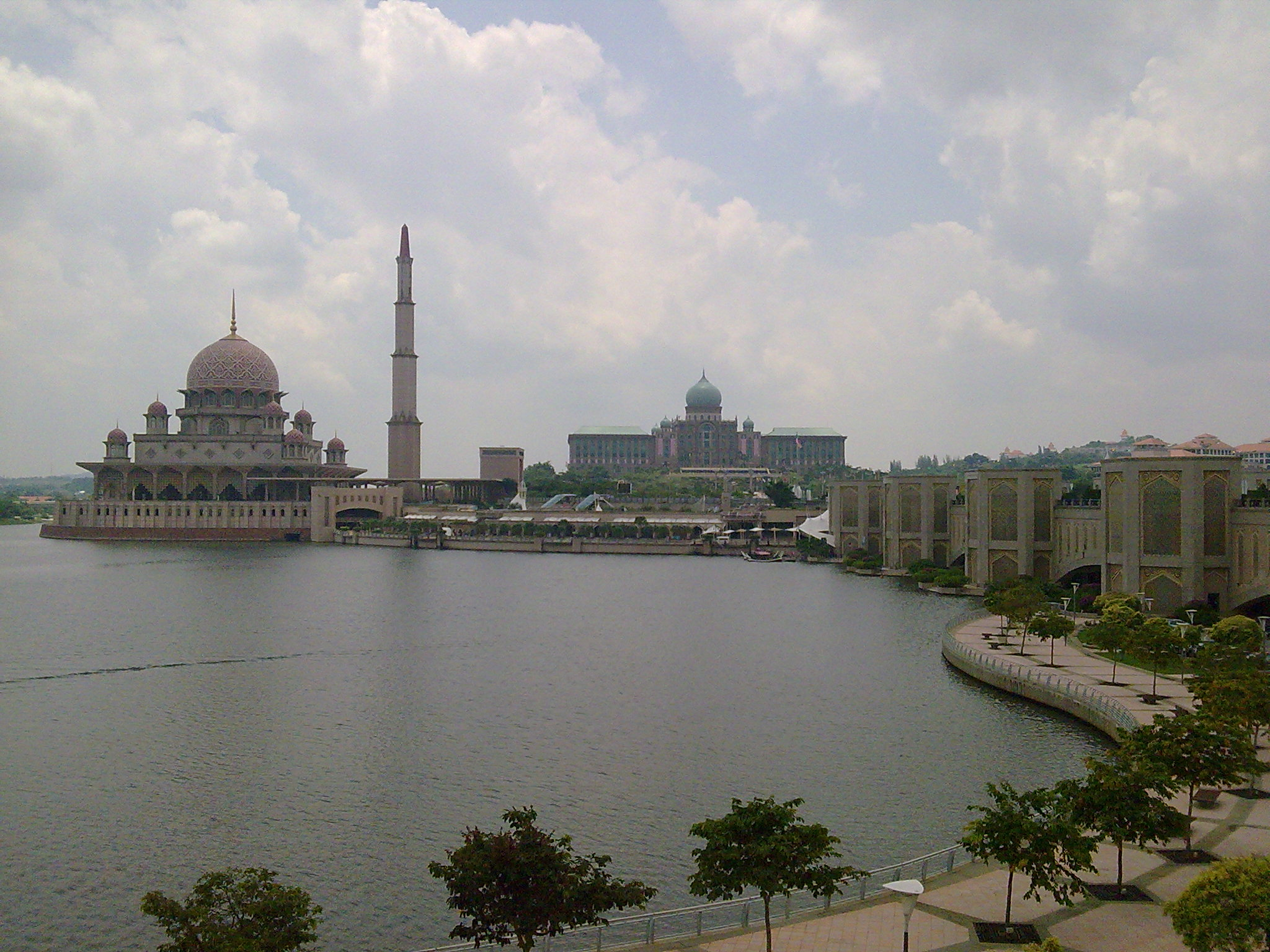
布城
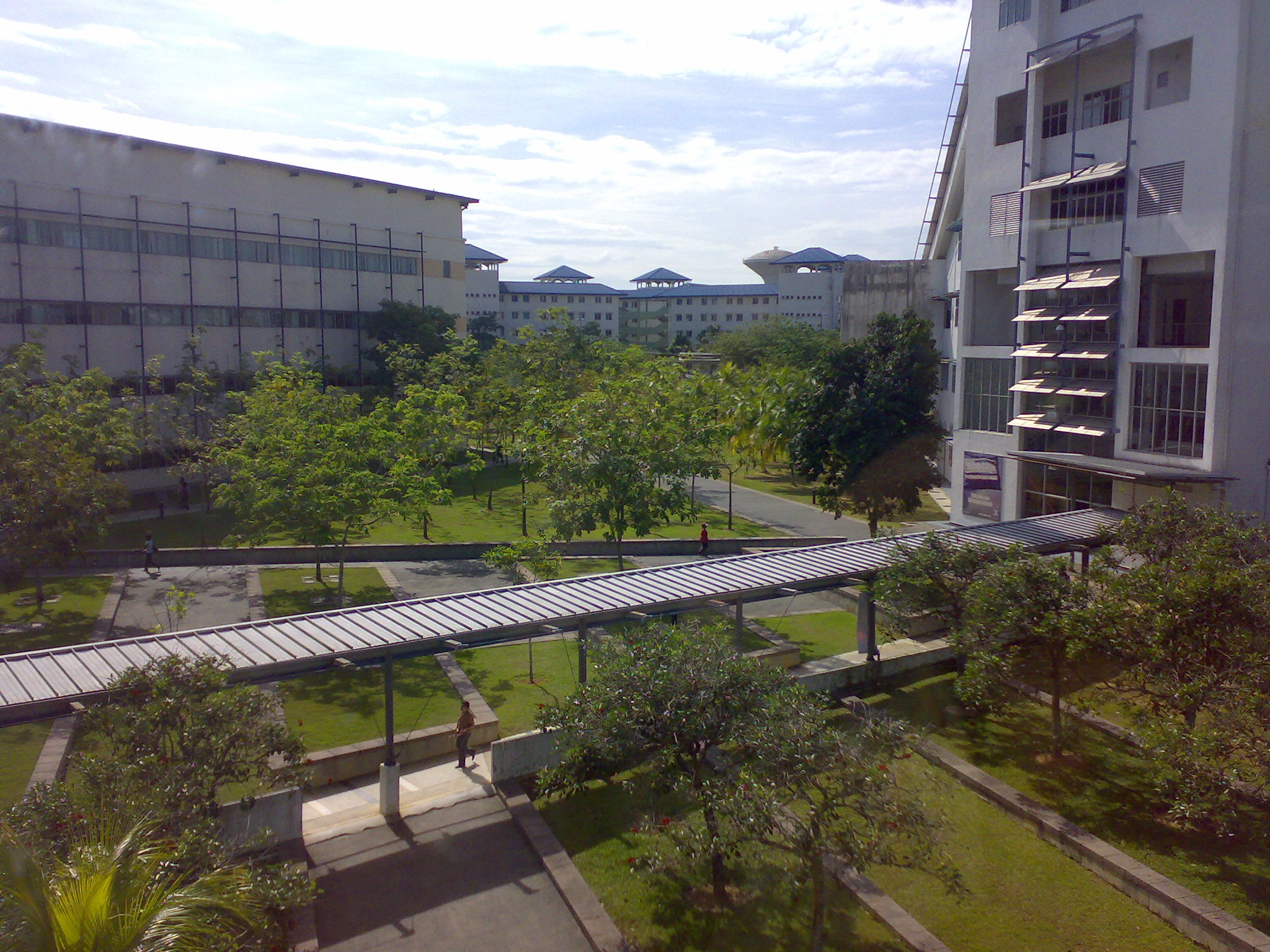
赛城

## 轶事
2018年6月18日，阿里巴巴集团董事局主席（董事长）、淘宝网和支付宝的创始人马云与首相马哈迪·莫哈末会面时表示自己当年（1997年）正是看到马哈迪提出多媒体超级走廊的想法后，才受到启发，最终创立阿里巴巴集团。